# Josep Soca
Josep Soca (1757- 14 de gener de 1833), nom amb el qual era conegut Josep Aubert, fou mitjaire i escolà de cota amb Josep Carcoler.
Les seves capacitats vocals el van menar a ser succentor a Sant Joan de les Abadesses i a les catedrals de La Seu d'Urgell i Barcelona, on va ser sots-xantre.
L'any 1794 va substituir a Josep Saborit en les seves funcions litúrgiques degut a una malaltia.
A Olot va ser sustentor del cant pla de la parroquial des de l'època de Josep Regordosa fins que traspassà el 14 de gener de 1833, amb 76 anys.